# Charles Adkins
Charles Adkins (Gary, 27 aprile 1932 – Gary, 8 luglio 1993) è stato un pugile statunitense.

## Palmarès
Olimpiadi
- 1 medaglia:
  - 1 oro (pesi superleggeri a Helsinki 1952).